# Setodes klakahanus
Setodes klakahanus is een schietmot uit de familie Leptoceridae. De soort komt voor in het Oriëntaals gebied.